# SportsCenter
SportsCenter (SC) es un noticiero deportivo diario que sirve como el programa insignia y la marca de la cadena de televisión por cable y satélite estadounidense ESPN y sus filiales internacionales.
El programa cubre varios equipos deportivos y atletas de todo el mundo y, a menudo, muestra los aspectos más destacados de los deportes del día. SportsCenter, que originalmente se transmitía solo una vez al día, ahora tiene hasta doce transmisiones cada día, excluyendo las repeticiones nocturnas.

## Historia
SportsCenter fue concebido en 1979 y creado por los ejecutivos de ESPN Chet Simmons y Scotty Connal. El programa fue presentado originalmente por Chris Berman, George Grande, Greg Gumbel, Lee Leonard, Bob Ley, Sal Marchiano y Tom Mees.
Grande presentó ESPN al país cuando fue copresentador del episodio de estreno de SportsCenter el 7 de septiembre de 1979, con Leonard, un veterano locutor deportivo de la ciudad de Nueva York. Según Entertainment Weekly, Leonard dijo en la apertura del programa: "Si eres fanático, lo que verás en los próximos minutos, horas y días puede convencerte de que has ido al paraíso de los deportes". Grande pasó diez años más en ESPN y SportsCenter hasta que dejó la cadena en 1989.
Chris Berman se unió a ESPN un mes después de su lanzamiento y se convirtió en un elemento fijo del programa hasta principios de la década de 1990, cuando sus esfuerzos se centraron más en la cobertura de la National Football League y Major League Baseball  Sin embargo, todavía aparece ocasionalmente como presentador sustituto. Bob Ley, quien también presentó Outside the Lines, apareció regularmente en la edición del domingo por la mañana de SportsCenter hasta su retiro en 2019.

### 1988–2003
En 1988, el productor ejecutivo Walsh cambió el formato del programa de centrarse en deportes o ligas individuales a una estructura de "estilo de periódico", priorizando las historias por importancia en lugar de por deporte.
La secuencia del título del programa durante sus primeros años incluía varios tipos de pelotas deportivas volando hacia afuera, acompañadas de una versión de música electrónica rápida de "Pulstar" de Vangelis. En 1989, se puso en uso el primero de varios temas musicales que incorporaban la fanfarria de seis notas característica de ESPN. El tema musical fue compuesto originalmente por John Colby, quien se desempeñó como director musical de ESPN de 1984 a 1992, creando y produciendo música para varios eventos deportivos y programas vistos en la cadena. 
En 1994, ESPN lanzó la campaña publicitaria This is SportsCenter, una serie de anuncios humorísticos e irónicos que presentaban a presentadores y al equipo, basados en el eslogan de apertura del programa. El equipo de Dan Patrick y Keith Olbermann, quienes presentaron la edición de las 11:00 p. m.(hora del este) del programa: alcanzó gran popularidad a finales de los años 1980 y 1990, un período interrumpido por el breve paso de Olbermann al canal derivado ESPN 2 tras el lanzamiento de esa cadena en 1993. Después de que Olbermann dejó ESPN en 1997, Kenny Mayne se convirtió en el copresentador de Patrick en la transmisión tardía; cuando Patrick fue trasladado a la edición de las 6:00 p. m., Rich Eisen y Stuart Scott se convirtieron en el equipo principal de presentadores del programa.[cita requerida]
En 2001, Bell Globemedia, con sede en Toronto, y ESPN (que recibió una participación minoritaria) adquirieron conjuntamente The Sports Network (TSN). Como parte de su cambio a una marca influenciada por ESPN, el canal especializado cambió el nombre de su programa de noticias deportivas existente SportsDesk a SportsCentre, usando las mismas introducciones y tema musical que la versión de ESPN, excepto que su título se representa con ortografía canadiense.

#### 11 de septiembre de 2001
El 11 de septiembre de 2001, ESPN interrumpió la programación regular a las 11:05 a. m. hora del Este para cubrir las consecuencias inmediatas de los ataques terroristas a través de una transmisión simultánea de la cobertura de ABC News. ESPN consideró suspender las ediciones de SportsCenter de esa noche, antes de decidir emitir una edición de media hora en la que anunciaban las cancelaciones de los principales eventos deportivos próximos.

### 2004–2008
El 7 de junio de 2004, SportsCenter inició sus transmisiones en alta definición. Junto con la conversión, el programa presentó un nuevo decorado diseñado por Walt Disney Imagineering (situado en un estudio ubicado en el nuevo "Centro Digital" de ESPN) y un nuevo paquete de gráficos titulado "Revolution" que fue desarrollado por el Troika Design Group. Durante ese verano, ESPN celebró su 25 aniversario, contando los 100 mejores momentos deportivos durante los 25 años anteriores. La cuenta regresiva se vio en cada transmisión diaria de SportsCenter a partir del 31 de mayo de 2004; La cuenta regresiva concluyó con el momento número uno, la victoria de la selección masculina de hockey sobre hielo de Estados Unidos sobre la URSS durante los Juegos Olímpicos de Invierno 1980, transmitido el 7 de septiembre de 2004.
Durante el verano de 2005, SportsCenter estrenó un segmento llamado "50 estados en 50 días", donde un presentador de SportsCenter diferente viajó a un estado diferente cada día para descubrir los deportes, su historia y los atletas del estado.
El 4 de abril de 2006, SportsCenter comenzó a mostrar lo más destacado de los juegos de las Grandes Ligas de Béisbol en curso durante el tiempo de emisión del programa; los derechos para transmitir estos momentos destacados mientras los juegos estaban disputándose se otorgaron anteriormente en exclusividad al programa hermano, Baseball Tonight; Los highlights en tiempo real se mostraban como parte del segmento "Baseball Tonight Extra". Antes de esa fecha, las secuencias de video de los juegos de la MLB no se mostraban en ninguna transmisión de SportsCenter hasta que los juegos terminaban.
El 11 de febrero de 2007, tras el partido de la NBA entre los Chicago Bulls y los Phoenix Suns, SportsCenter emitió su emisión número 30.000. La edición especial de hitos estuvo conducida por Steve Levy y Stuart Scott; Bob Ley, Chris Berman y Dan Patrick hicieron apariciones especiales para recapitular los eventos, así como los errores de los primeros 10.000 programas (los tres hombres contaron individualmente cada conjunto de 10.000 clips). ESPN también presentó SportsCenter Minute, una actualización de SportsCenter de un minuto que se transmitía exclusivamente en ESPN.com.
Cuatro meses después, en la noche del 6 de mayo, se introdujo otro cambio importante en la edición de las 11:00 p. m. (hora del este), con el debut de un gráfico "resumido" que aparecía en el tercio derecho de la pantalla. Esta función originalmente solo se mostraba durante las retransmisiones de la edición nocturna de lunes a sábado y en la transmisión principal del domingo por la noche; en ESPNHD, el gráfico de la barra lateral llenaba el pillarbox derecho donde normalmente aparecería el logotipo de ESPNHD cuando se presentaban imágenes de definición estándar.
La edición de las 6:00 p. m. de SportsCenter se adelantó una hora a las 5:00 p. m. (hora del este) el 28 de mayo de 2007; en ese momento, la edición de la tarde se amplió, por primera vez, a tres horas. Durante esa transmisión, ESPN transmitió cobertura en vivo de la segunda apertura de Roger Clemens para la filial de las ligas menores de los New York Yankees en Scranton, Pensilvania. La edición de SportsCenter de las 11:00 p. m. (hora del este), del 7 de agosto de 2007, que fue conducida por John Buccigross y Cindy Brunson, tuvo cobertura en vivo del jonrón número 756 de la carrera de Barry Bonds, el cual rompió el antiguo récord de la MLB establecido por Hank Aaron (ESPN transmitió el juego en vivo por ESPN2). En agosto de 2008, el ex empleado de WWE Jonathan Coachman, se unió a ESPN para presentar el programa.

### Ampliación diurna de 2008
El 11 de agosto de 2008, durante la semana inaugural de los Juegos Olímpicos de Pekín 2008, SportsCenter comenzó a transmitirse en vivo desde la 9:00 a. m. hasta las 3:00 p. m. (hora del este). El plan original era iniciar el bloque en vivo tres horas antes, a las 6:00 a. m. (hora del este); sin embargo, la cadena decidió reducir la duración de la transmisión diurna antes de que ocurriera la expansión.
Ese mismo año, Hannah Storm (ex reportera de NBC Sports y presentadora de The Early Show de CBS) se unió a ESPN para presentar el bloque del programa de 9:00 a. m. a 12:00 p. m.El nuevo formato incluía dos equipos de dos presentadores en turnos de tres horas:
- 9:00 a. m. – 12:00 p. m. (hora del este): Kevin Negandhi (originalmente Josh Elliott) y Hannah Storm.
- 12:00 p. m. – 3:00 p. m. (hora del este): Jay Crawford (originalmente Robert Flores, luego John Buccigross) y Chris McKendry.

Además, Sage Steele proporcionaría actualizaciones cada 30 minutos desde las 9:00 a. m. hasta las 3:00 p. m. Los cambios también incluyeron un nuevo sitio web para el programa, SportsCenter.com, que se lanzó el 11 de agosto de 2008, para promover una mayor interacción con los espectadores. Para promover estos cambios, ESPN realizó una convocatoria de casting para empleados, para ver quién aparecería en casi 25 comerciales en vivo y sin guion por día. Steve Braband, un programador internacional de la cadena, ganó y apareció en anuncios que se muestran aproximadamente cada media hora (excepto de 2:00 a 5:00 p. m., hora del este) en ESPN. Además, la cadena lanzó el sitio web, steveislive.com, que presenta el programa de apariciones diarias de Braband, un blog y videoclips de apariciones pasadas y material de audiciones.

### 2009–2012
Tras el lanzamiento de esa cadena el 13 de febrero de 2009, SportsCenter comenzó a producir un segmento de cuenta regresiva, SportsCenter High-5, para el canal hermano Disney XD (que es propiedad del propietario mayoritario de ESPN, The Walt Disney Company).
El 6 de abril de 2009 (a partir de la edición de 9:00 a. m. a 12:00 p. m., (hora del este), presentada por Hannah Storm y Sage Steele), SportsCenter presentó un nuevo paquete de gráficos que incluía el gráfico "resumido", que se muestra durante las ediciones diurnas: el cual se desplazaba hacia el lado izquierdo de la pantalla. En esa misma fecha, SportsCenter comenzó a producir su edición de la 1:00 a. m. (hora del este), en vivo desde las instalaciones de producción de ESPN en el recién construido complejo L.A. Live (justo frente al Staples Center) en Los Ángeles. El decorado es prácticamente idéntico al de las instalaciones principales de Bristol, y la transmisión nocturna de la costa oeste se produciría simplemente como una edición más del programa. Neil Everett y Stan Verrett fueron designados como los presentadores principales de las ediciones de SportsCenter con sede en Los Ángeles. Ese día también se dio a conocer un nuevo ticker BottomLine en cuatro de los cinco canales de ESPN (ESPN, ESPN2, ESPN Classic y ESPNU); el ticker rediseñado se eliminó rápidamente, volviendo al antiguo diseño del BottomLine, que había estado en uso desde abril de 2003, debido a una falla en el equipo (sin embargo, este ticker estuvo operativo para el Draft de la NFL de 2009 y el Draft de la NBA de 2009). Después de que se solucionaron los problemas técnicos con el BottomLine renovado, este se restableció el 8 de julio.
El Campeonato del Abierto de Golf de Estados Unidos de 2009, que se retrasó repetidamente debido al clima, se transmitió tanto por la NBC como por ESPN. Partes de la transmisión de ESPN, incluidas las primeras partes de la ronda final del lunes, se presentaron bajo el lema "SportsCenter en el U.S. Open", utilizando una marca similar a la de los segmentos dentro del programa que se centran en los aspectos más destacados de la noche y el análisis de un evento en particular, lo cual se origina en las ubicaciones del evento (como "SportsCenter en el Super Bowl" y "SportsCenter en la Serie Mundial"). En agosto de 2009, Robert Flores – copresentador del programa de las 12:00 a las 3:00 p. m.– fue reemplazado en dichas transmisiones de la tarde por John Buccigross.
El 30 de agosto de 2010, ESPN expandió SportsCenter a ESPNEWS, transmitiendo siete horas adicionales del programa en bloques separados de 3:00 a 6:00 p. m. y de 7:00 a 11:00 p. m. (hora del este), cancelando la cobertura continua del canal. A finales de 2010, el gráfico "resumido" se amplió a todas las ediciones de SportsCenter. El 22 de abril de 2011, Josh Elliott, copresentador original y principal del bloque de 9:00 a. m. a 12:00 p. m. (hora del este) de SportsCenter, dejó ESPN para convertirse en presentador de noticias de Good Morning America de ABC y fue reemplazado en dicho bloque del programa a última hora por Kevin Negandhi.
A mediados de 2011, poco después de que ESPN y ESPN2 se convirtieran a un formato de pantalla ancha de 16:9 (de conformidad con el código AFD n.° 10) en sus transmisiones principales de definición estándar, SportsCenter comenzó a mostrar todas las imágenes de alta definición y definición estándar en la relación de aspecto adecuada con la transmisión SD (con pilares estilizados adornados con el logotipo de ESPN utilizado en imágenes presentadas en definición estándar). Ese mismo año, en octubre, el ex empleado de WWE, Todd Grisham, se unió a ESPN para presentar el programa. La medida requería que la imagen en formato letterbox se redujera para poder mostrarse de esa manera, y el gráfico "resumido" continuaba colocándose en el lado izquierdo de la pantalla. En agosto de 2011, John Anderson, que anteriormente se desempeñaba como conductor del bloque de las 11:00 p. m. (hora del este): se trasladó a la transmisiòn de las 6:00 p. m., reemplazando a Brian Kenny (quien dejó ESPN para convertirse en presentador de programas de MLB Network). ESPN lanzó un sitio web SportsCenter.com completamente rediseñado el 16 de octubre de 2011.
El 25 de agosto de 2012, se utilizó la BottomLine para reconocer la muerte del astronauta Neil Armstrong, el primer hombre en caminar sobre la Luna. Según se informa, esta fue únicamente la quinta de seis veces que un evento noticioso externo que no involucraba a un atleta apareció en el teletipo, junto con las noticias de los ataques del 11 de septiembre, la muerte de la pionera de los derechos civiles Rosa Parks en 2005, la elección de Barack Obama como Presidente de los Estados Unidos en 2008, la muerte de Osama Bin Laden y la posterior muerte del expresidente sudafricano Nelson Mandela el 5 de diciembre de 2013.
El 3 de diciembre de 2012, Lindsay Czarniak se convirtió en la copresentadora principal de la ediciòn de las 6:00 p. m. de SportsCenter. Los días 8 y 9 de febrero de 2013, a las 11:00 p. m., las ediciones de SportsCenter de ambas noches se transmitieron desde Los Ángeles, debido a una tormenta de nieve masiva en el nordeste de Estados Unidos que impidió que parte del personal condujera el programa fuera de la sede de ESPN en Bristol. Stan Verrett presentó ambas ediciones desde los estudios de la cadena en Los Ángeles.

### 2013–2016
A finales de marzo de 2013, David Lloyd y Sage Steele, quienes anteriormente fueron copresentadores de las ediciones matutinas del fin de semana, se trasladaron al bloque de las primeras horas de la tarde entre semana (de 1:00 a 3:00 p. m., hora del este). El formato diurno actual, que se implementó ese mes, ahora cuenta con tres equipos de dos presentadores en turnos de dos horas. El 21 de junio de 2013, se agregó un gran monitor LED de alta definición colocado detrás del escritorio principal del presentador al SportsCenter principal en las instalaciones de la cadena en Bristol.
En febrero de 2014, la producción de las ediciones de SportsCenter entre semana a las 1:00 y 2:00 a. m. (hora del este) se trasladó temporalmente a Bristol, debido a renovaciones que se estaban realizando en el estudio de SportsCenter de la cadena en Los Ángeles. Además, Neil Everett y Stan Verrett, quienes habían presentado el programa desde Los Ángeles desde 2009, fueron trasladados de regreso a la sede de la cadena, antes de que tanto los presentadores como la producción del programa regresaran al entonces recientemente renovado estudio de Los Ángeles el 23 de junioc del 2014.
El 22 de junio de 2014, SportsCenter comenzó a ser grabado desde Studio X de las nuevas instalaciones  del Digital Center 2 de ESPN, lo que al mismo tiempo resultó en una importante revisión de la producción y apariencia al aire del programa. El nuevo estudio incorpora más de 114 pantallas, incluidas dos pantallas táctiles, grandes pantallas verticales y un videowall "multidimensional" que consta de 56 monitores de diferentes tamaños y posiciones que se pueden utilizar para crear efectos pseudo-3D. Las pantallas del monitor se pueden usar para mostrar contenido de video (como momentos destacados) y otras imágenes relevantes (como estadísticas), enfatizando la capacidad de los presentadores de presentar contenido en el set a través de medios distintos a las voces en off. También se introdujo un nuevo paquete de gráficos, que enfatiza una apariencia más audaz pero más simplificada, tanto en su apariencia como en el nivel de contenido. Para coincidir con el rediseño de SportsCenter, se introdujo una variante revisada del ticker BottomLine de ESPN para complementar el nuevo diseño gráfico, utilizando un esquema de color gris oscuro. Se construyó una réplica reducida del set de DC2 para transmisiones provenientes del estudio de ESPN en Los Ángeles.
El 2 y 3 de febrero de 2015, Lindsay Czarniak presentó el programa de las 6:00 p. m. (hora del este) de SportsCenter desde las instalaciones de ESPN en Los Ángeles, debido a una gran tormenta de nieve que azotó el noreste de Estados Unidos el fin de semana anterior, que también afectó a las instalaciones principales de ESPN en Bristol. La semana anterior, del 26 al 30 de enero, Czarniak había sido copresentador de la edición de las 6:00 p. m. junto a John Anderson desde el estacionamiento del Scottsdale Fashion Square en Scottsdale, Arizona, como parte de la cobertura del programa del Super Bowl XLIX. Después de esa semana, Anderson volvió al horario de las 11:00 p. m., convirtiendo a Czarniak en el único presentador del programa de las ediciones de la 6:00 p. m. entre semana a partir del 2 de febrero.
El 7 de septiembre de 2015, Scott Van Pelt se convirtió en el presentador en solitario de una edición modificada del programa a las 12:00 a. m. (hora del este), que tiene una forma más libre que otras ediciones de SportsCenter y se promociona como SportsCenter at Night, o SC@Night para abreviar. Además de presentar momentos destacados y paneles de discusión, presenta el análisis de eventos deportivos de Van Pelt en un estilo similar al realizado en su antiguo programa de radio SVP y Russillo, durante el reemplazo de Danny Kanell como nuevo copresentador de Russillo Show junto con Ryen Russillo y utiliza una versión modificada del tema del programa (compuesta por Timbaland), así como un conjunto de iluminación y gráficos diferente.
En octubre de 2015, Ronda Rousey se convirtió en la primera atleta femenina en ser presentadora invitada del programa.
El 8 de febrero de 2016, SportsCenter cambió su hora de inicio de 9:00 a 7:00 a. m., (hora del este, con el lanzamiento de un nuevo bloque matutino de tres horas de 7:00 a 10:00 a. m., titulado SportsCenter: AM, también con la marca SC: AM.Manteniendo un formato de ritmo más rápido, el programa se centra en los aspectos más destacados de la noche anterior en la primera hora, las mejores jugadas y momentos de los eventos deportivos de la noche anterior en la segunda hora y el lo que viene del presente día deportivo en la tercera hora. SportsCenter: AM también comparte recursos con Good Morning America y Mike & Mike de ESPN2/ESPN Radio..
El 11 de octubre de 2016, ESPN nombró a los copresentadores de His & Hers, Jemele Hill y Michael Smith, como copresentadores de la edición de las 6:00 p. m. (hora del este) de SportsCenter, a partir del 6 de febrero de 2017 (el día después del Super Bowl LI). Reemplazaron a Lindsay Czarniak, quien había estado presentando el programa de las 6:00 p. m. desde el 3 de diciembre de 2012.
El 13 de noviembre de 2015, ESPN interrumpió la programación regular alrededor de las 3:00 p. m. (hora del este), para cubrir las consecuencias inmediatas de los ataques terroristas en el Estadio de Francia y el centro de París, así como la situación de los rehenes en el teatro Bataclan, donde un concierto del grupo de rock estadounidense Eagles of Death Metal fue interrumpido por terroristas que mataron a 89 personas. El corresponsal de ESPN FC, Jonathan Johnson, así como el entonces presidente francés, François Hollande, asistieron al partido en el Stade de France, alrededor del cual se produjeron las tres explosiones. Mientras Hollande era evacuado del estadio en el descanso, Johnson permaneció en este, y después del partido describió a los espectadores el pánico de los aficionados que asistieron al partido y luego corrieron al campo, tras ser notados por el locutor de megafonía del estadio. Una vez finalizada la crisis de los rehenes, se emitió una edición especial del programa, que incluía análisis y reportajes sobre el impacto que los atentados de París tuvieron en el mundo del deporte y las reacciones de los deportistas en las redes sociales ante los atentados, anunciando los aplazamientos de algunos de los principales eventos deportivos europeos. que se había anunciado hasta ese fin de semana.

### 2017–2022
El 3 de enero de 2017, las ediciones de SportsCenter de las 10:00 a. m. y 11:00 a. m. ET pasaron de ESPN a ESPN2, cambiando efectivamente de canal con el programa de debate de dos horas First Take, que pasó de ESPN2 a ESPN.
El 6 de febrero de 2017, el recientemente renovado horario de 6:00 p. m. ET de SportsCenter, conocido como SC6 with Michael/Jemele (pronunciado SportsCenter at 6), debutó con Michael Smith y Jemele Hill como copresentadores. Este nuevo formato presentaba algunos elementos tomados del programa anterior de Smith y Hill, His & Hers y, al igual que SportsCenter with SVP, tenía una forma más libre que otras ediciones del show. Además, SC6 se centró en la noche que se avecinaba en materia de deportes, así como en las últimas noticias deportivas según fuera necesario.
El 26 de abril de 2017, los presentadores de SportsCenter Jay Crawford, Chris Hassel, Jade McCarthy, Sara Walsh y Jaymee Sire (quien había copresentado SportsCenter:AM desde su debut el 8 de febrero de 2016) estaban entre los 100 empleados que fueron despedidos por ESPN.
Se implementaron varios cambios notables para SportsCenter a partir del 28 de agosto de 2017. Sage Steele y Randy Scott reemplazaron a Sire (quien fue despedido cuatro meses antes) y Kevin Negandhi como copresentadores de las ediciones de lunes a viernes de SportsCenter: AM uniéndose a Jay Harris, mientras que Matt Barrie y Elle Duncan copresentan las ediciones de fin de semana de SportsCenter: AM junto con Negandhi (quien desde entonces dejó ese programa para copresentar las ediciones de entre semana a las 6:00 p. m. ET con Steele). En otro cambio notable, el gráfico "resumido" se eliminó permanentemente después de una década y (con la excepción de la edición de medianoche ET con Scott Van Pelt) ahora ha sido reemplazado por un error en la parte inferior izquierda de pantalla 16:9. El error ahora identifica ediciones específicas de SportsCenter (como SC: AM, SC@Night, etc).
ESPN estrenará una nueva campaña publicitaria para SportsCenter que fue creada por Droga5 a finales de 2017.Originalmente se esperaba que reemplazaría la campaña publicitaria de larga duración This is SportsCenter, ya que se suspendería. A partir de 2020, todavía se muestra esta última campaña publicitaria (This is SportsCenter).
El 29 de noviembre de 2017, dentro de un anuncio del despido de 150 miembros del personal detrás de escena, ESPN anunció el final de las ediciones de SportsCenter en horario estelar que se transmiten en ESPNews a partir del 30 de noviembre (se mantendrá la cobertura de noticias deportivas de última hora cuando sea necesario).
Tras la salida de Jemele Hill de SportsCenter para The Undefeated después del show final de SC6 el 2 de febrero de 2018, Michael Smith se convirtió en el único presentador del edición de las 6:00 p. m. hora del este, que volvió a ese título el 5 de febrero; El propio Smith partió de SportsCenter el 9 de marzo. A partir del 1 de marzo de 2021, las ediciones de las 6:00 p. m. hora del este, de entre semana ahora son copresentadas por Kevin Neghandi y Elle Duncan, esta última reemplazó a Sage Steele (quien a su vez pasó a la edición del mediodía).
Con el debut de Get Up! en ESPN el 2 de abril de 2018, SportsCenter:AM se mudó a ESPN2 (desde entonces, la primera hora de este último programa regresó a ESPN), mientras que Golic y Wingo se mudaron a ESPNEWS. En consecuencia, se eliminó la edición de las 10:00 a. m. hora del estede SportsCenter en ESPN2.
El 6 de septiembre de 2019, en honor al 40º aniversario del lanzamiento de ESPN, Keith Olbermann y Dan Patrick hicieron una reunión sorpresa al aire como presentadores invitados de la edición nocturna, que incluyó homenajes a su tiempo en la cadena.

#### Pandemia de COVID-19
El 11 de marzo de 2020, la NBA anunció que suspendería indefinidamente la temporada 2019-20 de la NBA luego de la conclusión de los juegos de esa noche como resultado de que Rudy Gobert diera positivo por COVID-19 antes de un juego entre Utah Jazz y Oklahoma City Thunder en el Chesapeake Energy Arena de Oklahoma City, lo que provocó que el partido se pospusiera inicialmente. Al día siguiente, todas las demás ligas deportivas importantes hicieron lo mismo al suspender sus temporadas por un período indefinido para combatir la pandemia de COVID-19, y varios torneos importantes de baloncesto universitario también fueron cancelados después de que se planeara jugar inicialmente los juegos sin público. Después de que se anunciaran las cancelaciones, ESPN transmitió una edición especial del programa que narra los efectos de la pandemia y su impacto en los eventos deportivos y las reacciones de los atletas a la pandemia a través de las redes sociales.
Como resultado de la pandemia, ESPN redujo significativamente la producción de SportsCenter, que en ese momento se transmitía en vivo tres veces cada día de la semana (mediodía, 6:00 y 11:00 p. m., todas bajo el horario del este) y dos veces cada sábado y domingo.
A partir del fin de semana del 12 de septiembre de 2020 y también de la semana del 14 de septiembre de 2020, SportsCenter: AM volvió a su horario diario programado regularmente a las 7:00 a. m. hora del este de lunes a viernes, la primera hora del programa ahora se transmite por ESPN de 7 a 8 a. m. hora del este, y las dos horas restantes por ESPN2 de 8 a 10 a. m. hora del este los fines de semana. El canal también transmite un bloque de dos horas del programa de 7 a 9 a. m. hora del este.

### Versión en español para Estados Unidos y Latinoamérica
El programa fue lanzado para Latinoamérica (incluyendo Brasil en portugués), con el surgimiento del canal en español de ESPN, ESPN Deportes en el año 2000. En México fue grabado hasta noviembre de 2015 en los estudios que Argos le rentaba a la cadena deportiva, mientras que en Argentina se graba el programa en el ESPN Media Center con sede en Buenos Aires, Argentina, desde 2009.
En 2015 ambas producciones empezaron a realizar grabaciones en nuevos estudios, haciendo su debut en el cono sur durante la mitad de dicho año (incluyendo Brasil) y para ESPN México el 7 de diciembre posteriormente al juego entre los Dallas Cowboys y los Washington Redskins, siendo así el primer programa en ser grabado desde los nuevos estudios de ESPN ubicados en Periférico Sur, Ciudad de México.
En 2018 se lanzó en Perú la edición especial del noticiero y debutó el 25 de enero, siendo grabado en los estudios principales de ESPN en Buenos Aires y siendo enlazado vía satélite con un estudio en Lima.
Durante la Copa Mundial de Fútbol de 2022, dentro de la cobertura del canal "ESPN Catar" se lanzaron varias ediciones especiales del programa, entre ellas: La Mesa de SportsCenter en ESPN 2 y Star+ con Jorge Barril y Pablo Ramos como presentadores.

## Conductores

### ESPN Estados Unidos
| - John Anderson: (1999–presente) - Victoria Arlen: (2018–presente) - Matt Barrie: (2013–presente) - Chris Berman: (1979–presente), ocasional - Ashley Brewer: (2020–presente), localizado en Los Ángeles - John Brickley: (2020–presente) - Nicole Briscoe: (2015–presente) - John Buccigross: (1996–presente) - Linda Cohn: (1992–presente), localizado en Los Ángeles - Antonietta Collins: (2016–presente) - Kevin Connors: (2008–presente) - Rece Davis: (1995–presente) - Olivia Dekker: (2020–presente) - Elle Duncan: (2016–presente) - Michael Eaves: (2016-presente) - Neil Everett: (2000–presente), localizado in Los Ángeles - Katie George: (2020–presente) - Jay Harris: (2003–presente) - Cassidy Hubbarth: (2012–presente) - Doug Kezirian: (2012–presente) - Suzy Kolber: (1993–1996), (1999–presente) - Jen Lada: (2018–presente) | - Alyssa Lang: (2019–presente) - Steve Levy: (1993–presente), - David Lloyd: (1998–presente) - Jade McCarthy: (2012–2017, 2022–presente) - Molly McGrath: (2020–presente) - Zubin Mehenti: (2011–presente) - Phil Murphy: (2021-presente) - Kevin Negandhi: (2008–presente) - Arda Ocal: (2017-2018, 2021-presente) - Molly Qerim: (2018–presente) - Samantha Ponder: (2019–presente) - Karl Ravech: (1993–presente) - Kelsey Riggs: (2020–presente) - Dianna Russini: (2015–presente) - Laura Rutledge: (2018–presente) - Randy Scott: (2012–presente) - Ryan Smith: (2019–presente) - Michele Steele: (2011–presente) - Sage Steele: (2007–presente) - Hannah Storm: (2008–presente) - Gary Striewski: (2018–presente) - Danielle Trotta: (2022–presente) - Scott Van Pelt: (2001–presente), localizado en Washington D. C. - Stan Verrett: (2000–presente), localizado en Los Ángeles - Sara Walsh: (2010–2017, 2022–presente) |

### ESPN Latinoamérica

#### ESPN Norte (estudios en laCiudad de MéxicoparaEstados UnidosyMéxicoyBuenos Aires,Argentinapara todaCentroaméricayRepública Dominicana)
- Adalberto Franco
- Antonio Valle
- Kary Correa
- Miguel Ángel Briseño
- Natalia Álvarez
- Ricardo Puig
- Sergio Dipp
- Vanessa Huppenkothen
- Daniel Murillo (SportsCenter Centroamérica)
- Milton Meléndez Urízar (SportsCenter Centroamérica)
- Male Polanco (SportsCenter Centroamérica)

#### ESPN Sur (estudios enBuenos Aires,Argentina, para todaAmérica del Sur)
- Agostina Larocca
- Agostina Scalise
- Agustín Caviglia
- Agustina Casanova
- Alina Moine
- Ayrton Ruiz
- Cecilia "Chechu" Bonelli
- Francisco Cánepa
- Jorge Barril
- Luciana Rubinska
- Marcelo López
- Martín Alberg
- Maxi Palma
- Morena Beltrán
- Nico Venier
- Pablo Ferreira
- Pablo González
- Pablo Stecco
- Claudio Alfaro (SportsCenter Chile)
- Pablo Ramos (SportsCenter Chile)
- Andrés Lacouture (SportsCenter Colombia)
- Juliana Salazar Meza (SportsCenter Colombia)
- Osvaldo Ruiz Madachi (SportsCenter Colombia)
- Paula Salamanca (SportsCenter Colombia)
- José Daniel "Chobo" Álvarez

#### ESPN Brasil (estudios enSão Paulo,Brasil)
- André Kfouri
- Arnaldo Ribeiro
- Eduardo Monsanto
- Fernando Nardini
- Gláucia Santiago
- Leonardo Bertozzi
- Marcela Rafael
- Maurício Jahu
- Paulo Calçade
- Paulo Soares
- Rafael Oliveira
- Rogério Vaughan
- Rubens Pozzi
- William Tavares

## Periodistas

### ESPN Latinoamérica

#### ESPN Norte
- Adriana Maldonado
- Barak Fever
- Carlos Nava
- César Caballero
- Ernaldo Moritz
- Guillermo Celis
- Iván del Ángel Reyes
- Jesús Bernal
- John Sutcliffe
- León Lecanda
- Mauricio Ymay
- Odín Ciani
- Pilar Pérez
- Rebeca Landa
- Tlatoani Carrera
- Martín Ainstein
- Sebastián Martínez Christensen
- Rodrigo Fáez
- Estefan Monge (SportsCenter Centroamérica)
- Griselda Chacón Díaz (SportsCenter Centroamérica)
- Mauricio Rivas (SportsCenter Centroamérica)
- Nimsi Rosales (SportsCenter Centroamérica)
- Jenny Fernández (SportsCenter Centroamérica)
- Juanxo Villaverde (SportsCenter Centroamérica)

#### ESPN Sur
- Alejandro Ruzal
- Andrea Schettino
- Augusto César
- Diego Monroig
- Emiliano Raddi
- Federico Bueno
- Fernando Tornello
- Gonzalo Cardozo
- Javier Gil Navarro
- Juan Balbi
- Juan Carlos Pellegrini
- Juan Fossaroli
- Leandro Alves
- Leo Montero
- Mateo Ferrer
- Nicolás Brusco
- Nicolás Hueto
- Pablo Paván
- Ramiro Conti
- Teo Coquet
- Tomás Dávila
- Gonzalo Quiroz
- Nicolás Ramírez
- Luis Fernando Domínguez
- Theo González Castaño

#### ESPN Brasil
- André Linhares
- André Plihal
- Cícero Mello
- Eduardo Affonso
- Eduardo de Menezes
- Fellipe Camargo
- Flávio Ortega
- Gustavo Hofman
- João Castelo Branco
- José Renato Ambrósio
- Rafael Reis